# Archiearis oregonensis
Archiearis oregonensis là một loài bướm đêm trong họ Geometridae.